# Chimes
Chimes er et percussioninstrument.

## Historie
Tekst mangler, hjælp os med at skrive teksten

## Opbygning (Konstruktion)
Instrumentet er bygget op et stykke fin-skåret stykke træ, hvor der gennemboret huller til snorer. De snorer bærer på bjælder som er i forskellige størrelser, hvor pitchen afhænger af størrelsen.

## Ambitus (toneomfang)
Toneomfanget af instrumentet er lang og spænder vidt. Metallet som bjælderne er produceret af, holder nemlig på klangen længe på grund af materialets evne til at opretholde sine svingninger.

## Stemning
Instrumentet er i sig selv ikke muligt at stemme, men da bjælderne er produceret af metal; så påvirkes deres pitch af temperaturen i rummet, hvor Instrumentet befinder sig.

## Produktioner
Tekst mangler, hjælp os med at skrive teksten

## Spilleteknik
Der kræves ikke noget specielt udstyr for at kunne spille på instrumentet, man kan eksempel benytte en finger som man enten fører igennem bjælderne fra venstre eller højre side; afhængig om du vil starte i det høje eller den lave ende af tone registeret.

## Brug og repertoire
Instrumentet bruges hovedsageligt til at udfører overgange i i kompositioner, men til til tider også til at afslutte. Den høje frekvens gør den meget tydelig at høre i et orkestre ensemble.